# Luca Giustiniani
Il Serenissimo Luca Giustiniani (Genova, 1586 – Genova, 24 ottobre 1651) fu il 107º doge della Repubblica di Genova e re di Corsica.

## Biografia

Stemma nobiliare dei Giustiniani

### Primi anni
Figlio di Alessandro Giustiniani Longo (doge nel biennio 1611-1613) e di Lelia De Franchi Toso, nacque a Genova intorno al 1586. Educato allo studio e alle arti cavalleresche e militari, e ascritto nel Libro d'oro della nobiltà genovese dal 19 dicembre 1608, ricevette il suo primo incarico istituzionale nel 1613 quando, assieme ad altri rappresentanti della Repubblica di Genova, presenziò agli omaggi al prefetto generale della flotta navale del re Luigi XIII di Francia.
Nel 1620 il nome di Luca Giustiniani compare quale nuovo commissario della fortezza del Priamar di Savona e, tornato nel breve a Genova, fra i Trenta capitani di città nell'opera di difesa del centro genovese. Allo scoppio delle ostilità tra la repubblica e il Ducato di Savoia, nel corso del 1625, fu ancora commissario della rocca savonese e, in seguito, inviato nell'isola di Corsica in qualità di commissario straordinario. All'intervallo tra i due incarichi fu pure presso la corte di Milano inviato straordinario della repubblica - periodo tra febbraio e giugno 1626 - e sempre in qualità di rappresentante dello stato di Genova delegato a rendere gli onori e omaggi al nuovo duca di Mantova e del Monferrato, Vincenzo II Gonzaga.
Successivamente alla guerra genovese-sabauda, nel 1627 venne chiamato a presiedere assieme ad altre personalità l'istituita commissione degli Inquisitori di Stato dopo la cosiddetta "congiura del Vachero".
Tra il 1630 e il 1635 ricoprì importanti incarichi istituzionali e funzionali all'opera di governo della repubblica: al magistrato di Corsica, a quello dei Cambi, nomina ad ammiraglio delle galere (1633) e ancora tra i magistrati di Terraferma nel ramo della giustizia; tra l'aprile e il maggio 1636 soggiornò alla corte di papa Urbano VIII a Roma in qualità di agente della Repubblica.
Nell'estate del 1637 Luca Giustiniani fu scelto dal senato genovese quale nuovo ambasciatore straordinario presso la corte di Filippo IV di Spagna: salpato dal porto di Genova il 1º agosto giunse a Marsiglia l'11, il 16 agosto arrivò a Barcellona e intorno al 26 dello stesso mese fece quindi meta nella capitale madrilena. La sua posizione di rappresentanza genovese in terra spagnola fu alquanto delicata per le problematiche e dei rapporti tesi che ebbero a crearsi dopo la guerra del 1625 tra la repubblica e il ducato sabaudo, quest'ultimo "appoggiato" nelle motivazioni belliche dagli Spagnoli, e che inevitabilmente andarono a minare quelle alleanze politiche ed economiche tra i due stati; a ciò si aggiunse anche la nuova linea di politica estera perpetrata nei vari dogati post bellico che vedeva una sempre più indipendenza economica di Genova, e quindi lontana dall'orbita spagnola. Nonostante le premesse negative l'ambasciatore Luca Giustiniani ebbe modo di tenere in alto le ragioni e la politica della Repubblica di Genova, un'ambasceria che si concluse ufficialmente il 25 gennaio 1639 con il suo ritorno a Genova dove, al Senato, ottenne la nomina all'ufficio biennale di conservatore delle leggi.
Nuovamente designato a far parte degli Inquisitori di Stato nel luglio del 1644, il suo breve ruolo decadde il 21 luglio quando fu nominato dal Gran Consiglio nuovo doge della Repubblica di Genova: la sessantaduesima in successione biennale e la centosettesima nella storia repubblicana. In qualità di doge fu investito anche della correlata carica biennale di re di Corsica.

### Il dogato e gli ultimi anni
La sua nomina non fu alquanto scontata e vista anche la risicata maggioranza di voti di scarto rispetto ai due candidati (159 voti contro i 153 ottenuti dai fratelli Giacomo De Franchi Toso e Gerolamo De Franchi Toso) è ipotizzabile che la sua elezione fu il frutto di una sorta di compromesso raggiunto tra le due principali fazioni nobiliari (la "vecchia" e la "nuova") per uscire dallo stallo creatosi e che aveva allungato di molto i tempi della votazione.
Come altri suoi predecessori il dogato del doge Luca Giustiniani fu improntato alla "rinascita economica, politica e della marineria" della Repubblica di Genova cercando, al contempo, di assottigliare il più possibile quella dipendenza spagnola che aveva guidato Genova nei decenni precedenti alla guerra genovese-sabauda del 1625.
Terminato il mandato biennale il 21 luglio 1646, fu eletto tra i procuratori perpetui dopo il parere favorevole dei supremi sindacatori. Tra i suoi ultimi incarichi istituzionali quello di presiedere nel giugno 1650 - assieme al già doge Giovanni Battista Lomellini - le commissioni che punirono le due congiure ordite dai nobili Stefano Raggio (condannato a morte) e Gian Paolo Balbi (quest'ultimo, condannato, riuscì a rifugiarsi preventivamente all'estero).
Colpito da febbre, Luca Giustiniani morì a Genova il 24 ottobre 1651. Il suo corpo venne tumulato all'interno della chiesa di Santa Maria di Castello, a fianco del padre Alessandro Giustiniani Longo.